# Вір'ял шевлісем
Вірьял шевлісем (чув. шевлисем - відблиски, чув. виръял  - верхові чуваші) - міжрегіональний фестиваль виконавців чуваської естрадної пісні, що проводиться щорічно на початку літа в селі Аліково (Аліковський район, Чуваська Республіка).
Засновники: Міністерство культури, у справах національностей, інформаційної політики та архівної справи Чуваської Республіки, адміністрація Аліковского району.
Фестиваль «Вір'ял шевлісем» - це не тільки конкурсна програма, але і дивовижна атмосфера творчого ентузіазму.

## Історія
Фестиваль зародився в 1997 році як районний огляд-конкурс чуваської естрадної пісні. Здобуваючи з роками все більше прихильників він зайняв належне собі місце в культурному просторі району та отримуючи визнання далеко за межами республіки, ставав все помітнішою подією в музичному житті Чувашії.
Свято естрадної творчості на свою сцену збирає з кожним роком все більше число конкурсантів, розширюючи популярність. За час свого існування фестиваль прийняв понад 2500 учасників віком від 5 до 40 років.